# Джон Зерзан
Джон Зерзан (англ. John Zerzan, нар. 1943, Салем, Орегон) — американський письменник, медіахудожник, анархіст і центральна фігура примітивізму в США. У своїх роботах він критикує цивілізацію як деспотичну за своєю суттю і протиставляє її формам життя доісторичних народів, які є символом вільного суспільства. Частково його критика заходить так далеко, що він відкидає одомашнення, мову, абстрактне мислення (таке як математика і мистецтво) і концепцію часу.

## Біографія
Зерзан, син чеських емігрантів, здобув ступінь бакалавра історії в Стенфордському університеті та ступінь магістра в Державному університеті Сан-Франциско. Він не завершив докторську дисертацію, яку розпочав в Університеті Південної Каліфорнії.
У 1960-х роках був заарештований за громадянську непокору під час участі у марші проти війни у В'єтнамі в університеті Берклі. Зерзана засудили до двох тижнів ув'язнення, які він відбув у в'язниці округу Аламеда. Після цього він вирішив більше ніколи не сидіти у в'язниці з власної волі, наскільки це було в його силах. У ті роки він дружив з Кеном Кізі та групою «Веселі жартівники» (англ. Merry Pranksters), а також з музичною та алкогольною тусовкою Сан-Франциско та Хейт-Ешбері.
Лівий на той час, він працював соціальним працівником у штаті Каліфорнія наприкінці 1960-х років. Розчарований умовами праці та життя низькооплачуваного працівника, він розпочав кампанію зі створення профспілки державних службовців, був обраний її віцепрезидентом у 1968 році, а роком пізніше — головою. Місцева група ситуаціоністів, однак, ображала його як «лівого бюрократа». Попри все, він симпатизував ситуаціонізму в оточенні французького письменника та художника-акціоніста Гі Дебора.
У 1970-х, коли студентський рух та рух хіпі ослабли й втратили вплив, Зерзан почав зловживати алкоголем. Вважається, що кульмінацією і переломним моментом його пристрасті стала подія, коли він спалив свої меблі на площі Сан-Франциско. Після цього, як кажуть, він більше повернувся до написання статей для анархістських періодичних видань.
Зерзан був одним з редакторів журналу «Зелена анархія» (англ. Green Anarchy), який виходив раз на пів року до 2008 року. Він також є ідейним натхненником Радіо Анархії (англ. Anarchy Radio) в Юджині на університетській радіостанції «KWVA». Він дописує до таких журналів, як «Adbusters». Час від часу подорожує світом як лектор-турист. Зерзан одружений з архівістом Університету штату Орегон і зараз живе неподалік від Юджина.